# Lerista colliveri
Lerista colliveri är en ödleart som beskrevs av  Couper och INGRAM 1992. Lerista colliveri ingår i släktet Lerista och familjen skinkar. Inga underarter finns listade i Catalogue of Life.